# بوالین

بوالین شهری در شهرستان کونگوسی در استان بام در بورکینافاسوی شمالی است و جمعیت آن ۱۴۴۰ نفر است.